# Seznam avstrijskih smučarskih tekačev
Seznam avstrijskih tekačev na smučeh.

## B
- Markus Bader
- Dominik Baldauf
- Mikhail Botvinov

## D
- Johannes Dürr

## G
- Hermann Gadner
- Markus Gandler
- Hugo Gstrein

## H
- Max Hauke
- Christian Hoffmann
- Cornelia Hütter

## K
- David Komatz

## L
- Niklas Liederer

## M
- Veronika Mayerhofer
- Kerstin Muschet

## N
- Balthasar Niederkofler

## P
- Harald Paumgarten

## S
- Nathalie Schwarz
- Alois Stadlober
- Luis Stadlober
- Teresa Stadlober

## T
- Maria Theurl-Walcher
- Bernhard Tritscher

## U
- Lisa Unterweger

## V
- Mika Vermeulen

## W
- Harald Wurm